# Mistrzostwa Świata w Lekkoatletyce 2015 – skok w dal kobiet
Skok w dal kobiet – jedna z konkurencji technicznych rozgrywanych podczas lekkoatletycznych mistrzostw świata na Stadionie Narodowym w Pekinie.
Tytułu mistrzowskiego nie obroniła Amerykanka Brittney Reese, która odpadła w eliminacjach.

## Terminarz
| Data        | Godzina |            |
| ----------- | ------- | ---------- |
| 27 sierpnia | 10:20   | Eliminacje |
| 28 sierpnia | 19:50   | Finał      |

## Rekordy
Tabela prezentuje rekord świata, rekordy poszczególnych kontynentów, mistrzostw świata, a także najlepszy rezultat na świecie w sezonie 2015 przed rozpoczęciem mistrzostw.
|                                                | Zawodnik             | Wynik | Miejsce   | Data                 |
| ---------------------------------------------- | -------------------- | ----- | --------- | -------------------- |
| Rekord świata                                  | Galina Czistiakowa   | 7,52  | Leningrad | 11 czerwca 1988(dts) |
| Listy światowe                                 | Tianna Bartoletta    | 7,12  | Eugene    | 27 czerwca 2015(dts) |
| Rekord mistrzostw świata                       | Jackie Joyner-Kersee | 7,36  | Rzym      | 4 września 1987(dts) |
| Rekord Afryki                                  | Chioma Ajunwa        | 7,12  | Atlanta   | 2 sierpnia 1996(dts) |
| Rekord Azji                                    | Yao Weili            | 7,01  | Jinan     | 5 czerwca 1994(dts)  |
| Rekord Ameryki Północnej, Środkowej i Karaibów | Jackie Joyner-Kersee | 7,49  | Nowy Jork | 22 maja 1994(dts)    |
| Rekord Ameryki Południowej                     | Maurren Maggi        | 7,26  | Bogota    | 26 czerwca 1999(dts) |
| Rekord Europy                                  | Galina Czistiakowa   | 7,52  | Leningrad | 11 czerwca 1988(dts) |
| Rekord Australii i Oceanii                     | Bronwyn Thompson     | 7,00  | Melbourne | 7 marca 2002(dts)    |

## Minima kwalifikacyjne
Aby zakwalifikować się do mistrzostw, należało wypełnić minimum kwalifikacyjne wynoszące 6,70 (uzyskane w okresie od 1 października 2014 do 10 sierpnia 2015), z uwagi na małą liczbę zawodniczek z minimum, kolejne lekkoatletki zaproszono do występu w mistrzostwach na podstawie lokat na listach światowych.

## Rezultaty

### Eliminacje
Qualification: 6.75 m (Q) and at least 12 best (q) advanced to the final.
| Pozycja | Grupa | Zawodniczka               | Państwo                    | # 1  | # 2  | # 3  | Wynik | Uwagi |
| ------- | ----- | ------------------------- | -------------------------- | ---- | ---- | ---- | ----- | ----- |
| 1.      | A     | Ivana Španović            | Serbia                     | 6,91 |      |      | 6,91  | Q,    |
| 2.      | B     | Lorraine Ugen             | Wielka Brytania            | 6,29 | 6,61 | 6,87 | 6,87  | Q     |
| 3.      | B     | Malaika Mihambo           | Niemcy                     | 6,84 |      |      | 6,84  | Q,    |
| 4.      | B     | Christabel Nettey         | Kanada                     | 6,68 | 6,52 | 6,79 | 6,79  | Q     |
| 5.      | A     | Katarina Johnson-Thompson | Wielka Brytania            | 6,54 | 6,79 |      | 6,79  | Q     |
| 6.      | B     | Nastassia Mironczyk       | Białoruś                   | 6,71 | 6,76 |      | 6,76  | Q     |
| 7.      | A     | Tianna Bartoletta         | Stany Zjednoczone          | 6,71 | 6,66 | 6,71 | 6,71  | q     |
| 8.      | B     | Khaddi Sagnia             | Szwecja                    | 6,53 | 6,54 | 6,71 | 6,71  | q     |
| 9.      | A     | Darja Kliszyna            | Rosja                      | 6,71 | x    | x    | 6,71  | q     |
| 10.     | A     | Erica Jarder              | Szwecja                    | 6,70 | x    | 6,53 | 6,70  | q,    |
| 11.     | B     | Shara Proctor             | Wielka Brytania            | 6,67 | 6,68 | 6,57 | 6,68  | q     |
| 12.     | B     | Janay DeLoach Soukup      | Stany Zjednoczone          | 6,27 | 6,65 | 6,68 | 6,68  | q     |
| 13.     | A     | Wolha Sudarawa            | Białoruś                   | x    | 6,65 | 6,48 | 6,65  |       |
| 14.     | A     | Brooke Stratton           | Australia                  | 6,57 | 6,55 | 6,64 | 6,64  |       |
| 15.     | B     | Alina Rotaru              | Rumunia                    | 6,45 | 6,58 | 6,43 | 6,58  |       |
| 16.     | B     | Julija Pidłużna           | Rosja                      | 6,51 | x    | 6,57 | 6,57  |       |
| 17.     | A     | Jana Velďáková            | Słowacja                   | 6,40 | x    | 6,56 | 6,56  |       |
| 18.     | A     | Kristina Hryszutina       | Ukraina                    | 6,53 | 6,28 | x    | 6,53  |       |
| 19.     | A     | Jasmine Todd              | Stany Zjednoczone          | x    | 6,26 | 6,52 | 6,52  |       |
| 20.     | A     | Aiga Grabuste             | Łotwa                      | x    | 6,48 | x    | 6,48  |       |
| 21.     | B     | Chantel Malone            | Brytyjskie Wyspy Dziewicze | 6,22 | 6,46 | 6,10 | 6,46  |       |
| 22.     | B     | Lena Malkus               | Niemcy                     | x    | 6,46 | 3,99 | 6,46  |       |
| 23.     | A     | Jelena Sokołowa           | Rosja                      | 6,31 | x    | 6,44 | 6,44  |       |
| 24.     | B     | Brittney Reese            | Stany Zjednoczone          | 6,39 | 6,23 | 6,17 | 6,39  |       |
| 25.     | B     | Bianca Stuart             | Bahamy                     | 6,34 | 6,31 | x    | 6,34  |       |
| 26.     | B     | Keila Costa               | Brazylia                   | 6,32 | x    | x    | 6,32  |       |
| 27.     | A     | Sosthene Moguenara        | Niemcy                     | x    | x    | 6,23 | 6,23  |       |
| 28.     | B     | Tânia da Silva            | Brazylia                   | 6,16 | 6,18 | 6,08 | 6,18  |       |
| 29.     | A     | Paola Mautino             | Peru                       | 6,15 | 6,03 | 5,80 | 6,15  |       |
| 30.     | B     | Lu Minjia                 | Chińska Republika Ludowa   | 6,01 | x    | 6,01 | 6,01  |       |
| 31.     | B     | Claudia Guri              | Andora                     | 5,46 | 5,59 | 5,33 | 5,59  |       |
| –       | A     | Eliane Martins            | Brazylia                   | x    | x    | x    | NM    |       |
| –       | A     | Florentina Marincu        | Rumunia                    | x    | x    | x    | NM    |       |
| –       | A     | María del Mar Jover       | Hiszpania                  | x    | x    | x    | NM    |       |

### Finał
| Pozycja | Zawodniczka               | Państwo           | # 1  | # 2  | # 3  | # 4  | # 5  | # 6  | Wynik | Uwagi |
| ------- | ------------------------- | ----------------- | ---- | ---- | ---- | ---- | ---- | ---- | ----- | ----- |
| 01 !    | Tianna Bartoletta         | Stany Zjednoczone | x    | 6,95 | 6,87 | 6,62 | 6,94 | 7,14 | 7,14  | WL    |
| 02 !    | Shara Proctor             | Wielka Brytania   | x    | 6,87 | 7,07 | 7,01 | x    | x    | 7,07  | NR    |
| 03 !    | Ivana Španović            | Serbia            | 7,01 | x    | x    | 6,86 | 6,98 | 7,01 | 7,01  | NR    |
| 4.      | Christabel Nettey         | Kanada            | 6,95 | 6,85 | x    | 6,69 | 6,84 | x    | 6,95  |       |
| 5.      | Lorraine Ugen             | Wielka Brytania   | x    | 6,85 | 6,73 | x    | x    | x    | 6,85  |       |
| 6.      | Malaika Mihambo           | Niemcy            | x    | 6,79 | x    | x    | 6,60 | –    | 6,79  |       |
| 7.      | Khaddi Sagnia             | Szwecja           | x    | 6,67 | 6,56 | 6,40 | 6,78 | 5,05 | 6,78  | PB    |
| 8.      | Janay DeLoach Soukup      | Stany Zjednoczone | 6,67 | x    | 6,64 | 6,53 | x    | x    | 6,67  |       |
| 9.      | Nastassia Mironczyk       | Białoruś          | 6,66 | x    | 6,53 |      |      |      | 6,66  |       |
| 10.     | Darja Kliszyna            | Rosja             | 6,60 | 6,65 | 6,50 |      |      |      | 6,65  |       |
| 11.     | Katarina Johnson-Thompson | Wielka Brytania   | 6,63 | x    | 6,63 |      |      |      | 6,63  |       |
| 12.     | Erica Jarder              | Szwecja           | x    | x    | 6,48 |      |      |      | 6,48  |       |